# Пирсон (Џорџија)
Пирсон (Џорџија) (енгл. Pearson) град је у америчкој савезној држави Џорџија. По попису становништва из 2010. у њему је живело 2.117 становника.

## Демографија
Према попису становништва из 2010. у граду је живело 2.117 становника, што је 312 (17,3%) становника више него 2000. године.
| Група             | 2000.       | 2010.       |
| Белци             | 598 (33,1%) | 591 (27,9%) |
| Афроамериканци    | 694 (38,4%) | 672 (31,7%) |
| Азијати           | 0 (0,0%)    | 10 (0,5%)   |
| Хиспаноамериканци | 509 (28,2%) | 818 (38,6%) |
| Укупно            | 1.805       | 2.117       |